# Tonella
Tonella je biljni rod iz porodice trpučevki  (Plantaginaceae). Sastoji se od 2 vrste iz Sjeverne Amerike, od Britanske Kolumbije do Kalifornije na jugu.Tipična je vrsta Tonella collinsioides, sinonim za T. tenella.

## Opis
Jednogodišnje bilje. Prvi puta opisan je u Proc. Amer. Acad. Arts, 1868.

## Vrste
1. Tonella floribunda A.Gray
2. Tonella tenella (Benth.) Jeps.